# 空中客车A330neo
空中巴士A330neo是空中巴士在2010年代研發的廣體客機，是空中巴士A330系列的發展機型，「neo」即為「新引擎選擇（new engine option）」的简寫，與原A330系列最大不同為更換性能更好的航空发动机，並且改進氣動性能，但不像空中巴士A350採用全新設計及大幅運用新材質提升性能。
以設計概念來說，A330neo是最早期A350的計畫精神重生。A350初版方案便是採用A330設計精進，但在市場調查時被航空公司批評改良幅度不足，最後該方案遭公司喊停，並以全新設計的機型—也就是現在的A350XWB回應市場訴求。然而A350XWB主要的競爭對手是波音777家族，其操作成本與客層定位並沒有達到與波音787鎖定的市場競爭。為了繼續在中長程廣體客機市場與波音競爭，空巴評估後認為以最小研發成本快速改善現有機體最具有可行性，因此原先冷藏的A330升級方案重回評估。升級型A330在2014年法恩堡航空展始進行正式發表，定名A330neo，兩者差異就在於更加高效氣動力學的新机翼、使用較大的劳斯莱斯Trent 7000發動機，經濟目標為比原A330系列減少達14%的平均座位耗油量。A330neo於2017年10月19日首飛，900型在2018年9月26日通過歐盟航空安全總署型號認證，同年11月26日交付TAP葡萄牙航空，並在12月15日正式投入商業營運。800型是在2018年11月6日首飛，2020年2月13日通過歐盟航安總署型號認證。截至2025年5月，空中巴士獲得449架A330neo訂單，並已向客戶交付164架。
2022年3月10日，註冊號為N417DX的A330-900neo交付達美航空，為空中巴士生產的第2000架A330系列飛機。

## 歷史

### 研究
波音787於2004年公布後，空中巴士便決定改良A330，並推出了A350（舊設計）。但航空業並不滿意該方案的保守性能，空中巴士受到此刺激在2006年放棄原先構想，以新設計的寬體客機A350 XWB向市場兜售。此外，空巴在2010年12月公布更換新發動機的A320neo且獲得市場的正面反應後，航空公司希望A330也能提供新的發動機，如為了波音787開發的通用電氣GEnx發動機或劳斯莱斯遄达1000，換用類似發動機可以提升12-15%的燃料使用效率，再加裝翼尖小翼可以改善約2%燃油效率。
空中巴士的營運層最初對於改良A330興趣不高，原因其一是這可能會壓縮A350-800的潛在訂單，第二是空巴認為787的燃料運用效率雖好，但是A330的採購成本較低廉，在中程航線的整體營運開支與787不相上下。
不過在2014年3月，達美航空向空中巴士提案有興趣採購更換引擎的A330去替換機齡超過20年的波音767-300ER客機，另外美國CIT集團則評估，在250-300人座客機經營項目中，A330neo可以在中程航線市場有競爭力，比起來波音787或是A350都不能滿足這區間的最經濟效益。而A350-800的市場反應不佳，但長程的A350-900則獲得市場肯定，且原先訂購A350-800的航空公司將多數訂單轉簽購買900型，空中巴士注意到市場趨勢的變化，宣布它們將致力重新設計A330客機。

### 計劃啟動
2014年7月14日，空中巴士在法茵堡航展上，公佈啟動A330neo客機計畫。此型號客機將全面改良氣動性能，使飛行航程更遠、載客量更高、搭乘更舒適、更省油。其新機翼設計仿造A350XWB，而發動機採用了勞斯萊斯的Trent 7000也是其一大亮點。A330neo將於2018年中旬正式投入營運，開發出A330-800neo及A330-900neo兩個版本以取代現行的A330-200及A330-300。
空中巴士聲稱，A330neo的開發成本將會使2015年至2017年公司營業利潤率降低0.7%，約需要20億美金。空巴當時評估雙引擎廣體中程客機潛在市場有2,600架，後續需求可能上看4,000架，較低的研發成本將讓空巴在此項目獲得大量利潤。即使不採購新機，也可以讓現役的A330機隊導入A330neo計畫中所研製的氣動力改善套件改善營運效益。

## 設計
為了與787競爭，空中巴士為A330neo所設定的發展核心關鍵是效率更佳的發動機─新發動機選項（New Engine Option，簡稱neo），在換新發動機後，A330neo每次飛行的燃油消耗較原先的A330降低12%。起初候選發動機包含通用電氣GEnx以及劳斯莱斯遄达1000這兩款發動機的改版，兩家發動機製造商皆對於贏得A330升級發動機獨家合作協議感到興趣。而這兩款發動機皆比現行的發動機重，因此空中巴士將加強機翼以乘載更重的發動機。
在評估後，空中巴士選擇以遄达1000為基礎發展的劳斯莱斯遄达7000作為A330neo的獨家動力供應商，遄达7000和遄达1000的差別是更大尺寸的風扇直徑，與因此獲得的10：1旁通比，輸出推力則介於68,000-72,000磅力（300-320仟牛頓）。與A330上使用的劳斯莱斯遄达700相比，遄达7000的直徑為112英吋，比直徑97.5英吋的遄达700增加11%，這使得更換發動機本體配套的增重會抵消掉接近3%的燃油消耗，空中巴士藉由重新設計發動機吊艙增益1%的燃油消耗，以及增加鯊鰭小翼（Sharklet）與一些氣動力細節優化增益4%燃油消耗，解決了原先行銷所陳述的性能利多。
在法茵堡航展首度公開計畫時，空中巴士聲稱兩款版本最大起飛重量皆為242公噸，但承諾後續提供的版本最大起飛重量超過250公噸，與A350-800相等，使得原先訂購A350-800的客戶可以轉購A330neo但不減損營運需求。2020年2月28日，空中巴士宣布首架251噸A330neo成功首飛。新A330neo比原有版本重9噸，由242增至251噸。航程比原有版本增加了600海里（1,111公里）至7,000海里（12,964 公里），比上代A330增加1,500海里（2,778公里），使A330neo性能可與787-9的7,635海里航程競爭中長程寬體客機市場。這架A330neo完成測試後，交付全亞洲航空公司。同年10月8日，歐洲航空安全局正式批准將A330neo的載重量增加至251噸。
空中巴士認為A330neo能在小於4,000海浬的高密度航線取得了大部分的市場優勢，因為波音767已經幾乎停產，而用來替代波音757的波音737-900ER載客量不夠高，相較於其他廣體客機主要設計服務於8,000海浬的航線上，A330neo擁有較便宜的廣體客機營運成本。
空中巴士的新客戶全亞洲航空於2013年12月訂購了25架A330，將推動空中巴士研發一個擁有大幅降低油耗的發動機。全亞洲航空認為A330neo給予航空公司一個新機會去建立一個有利可圖的航班連接吉隆坡與倫敦和巴黎，全亞洲航空曾於2012年使用空中巴士A340嘗試此航線，但A340燃油效率不高導致收入不如預期。CIT租機公司認為在短中程航線乘載250至300名旅客使用A330neo時比起空中巴士A350、波音787能有較高的利潤空間。
A330neo於2015年底凍結設計，氣動力改進包含了重新設計的扭曲機翼和優化的前緣縫翼，A350形式的翼端將使翼展增加3.7公尺至64公尺。空中巴士預計每座位可節省14%的燃油消耗（原先235噸的A330-300與新的A330-900neo比較），比起新的242噸A330-300可增加8.5%效率，並且可增加10個座位與新設計的廚房，此可降低5.1%的油耗。另因座艙座位重新安排，增加座位的關係可減少每座位2%的成本。空中巴士使用與空中巴士A350類似之駕駛窗，同時研發新的概念客艙讓旅客有更好的搭乘體驗。

## 製造、測試及首次交付

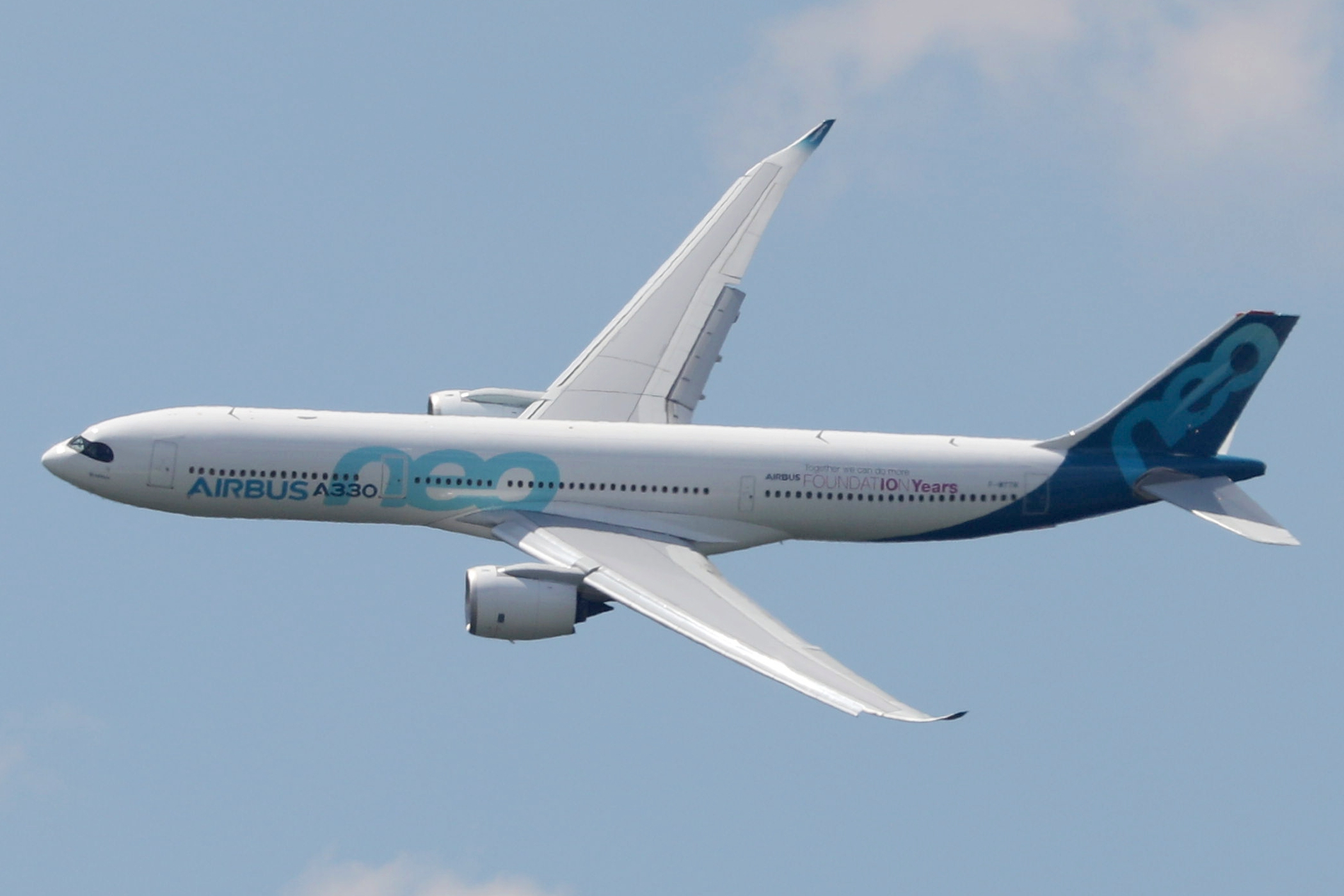
A330-900Neo原形機

2015年9月7日，空中巴士宣布已開始生產A330neo的部分機翼及引擎吊艙。2016年9月於土魯斯開始進行第一架A330-900的最終組裝將中段機身與機翼結合。因勞斯萊斯發動機研發的進度偏低，2016年底時整體進度延遲約六個星期，而TAP葡萄牙航空於2018年12月成為首家營運A330neo的航空公司。
首架飛機於2016年底塗裝完成離開噴漆工廠，等待安裝引擎。由於飛機搭配的Trent 7000開發進度延誤，因此直到2017年6月才付運並安裝首對引擎，飛機首飛也因而延後至2017年9月。
而由於上述延遲，TAP葡萄牙航空接收首架A330neo的時間一直押後。直到2018年11月26日，首架A330neo才正式交付，並即時獲得ETOPS-180認證。同年12月15日，該飛機正式服役，首飛航線由葡萄牙里斯本飛往巴西聖保羅；五日後，A330neo的雙飛延程飛行認證升級至ETOPS-330。
至於載客量較少的A330-800neo，原定於2020年3月（即取證後不久）交付予科威特航空。但是，受制於2019冠狀病毒病疫情，首批2架A330-800neo最終要到同年10月29日才交付。

## 產品型號
A330neo分為A330-800neo及A330-900neo兩個版本，分別保留A330-200及A330-300的機身長度，並透過客艙配置的優化可比原先A330分別增加6及10個座位。另外，A330neo亦預留開發貨機版本的可能性。

### A330-800neo
預計將取代A330-200，可比A330-200增加6個座位，達到252名旅客的载客量，且維持18英吋之座位寬度。A330-800neo可在257名乘客下飛行8,100海浬 (15,000 km)。原訂的啟動客戶為夏威夷航空，最初打算下訂6架A330-800neo，但由於購買波音787、空中巴士A350 XWB並租用波音767的價格更為便宜，最後於2018年取消訂單。及後，烏干達航空於2018年7月提出訂購2架同款飛機的意向，另科威特航空更於同年10月確認下訂8架同款飛機，並取而代之成為啟動客戶。首批兩架飛機已於2020年10月交付，並於同年11月尾首航從科威特至杜拜航班。另外，烏干達航空的首架A330-800neo，亦在同年12月21日交付。

### A330-900neo
针对取代A330-300的机型，預計在4,000海浬的航程上每座位將可比A330-300節省約14%的油耗，且可多10個座位，且與A330-800neo一樣安裝了10:1旁通比的勞斯萊斯Trent 7000發動機，並擁有320 kN（72,000 lbf）的推力。A330-900neo可在287名乘客下飛行7350 nmi (13,600 km)。啟動客戶為TAP葡萄牙航空，首架飛機已於2018年11月交付。

## 訂單與交付狀況

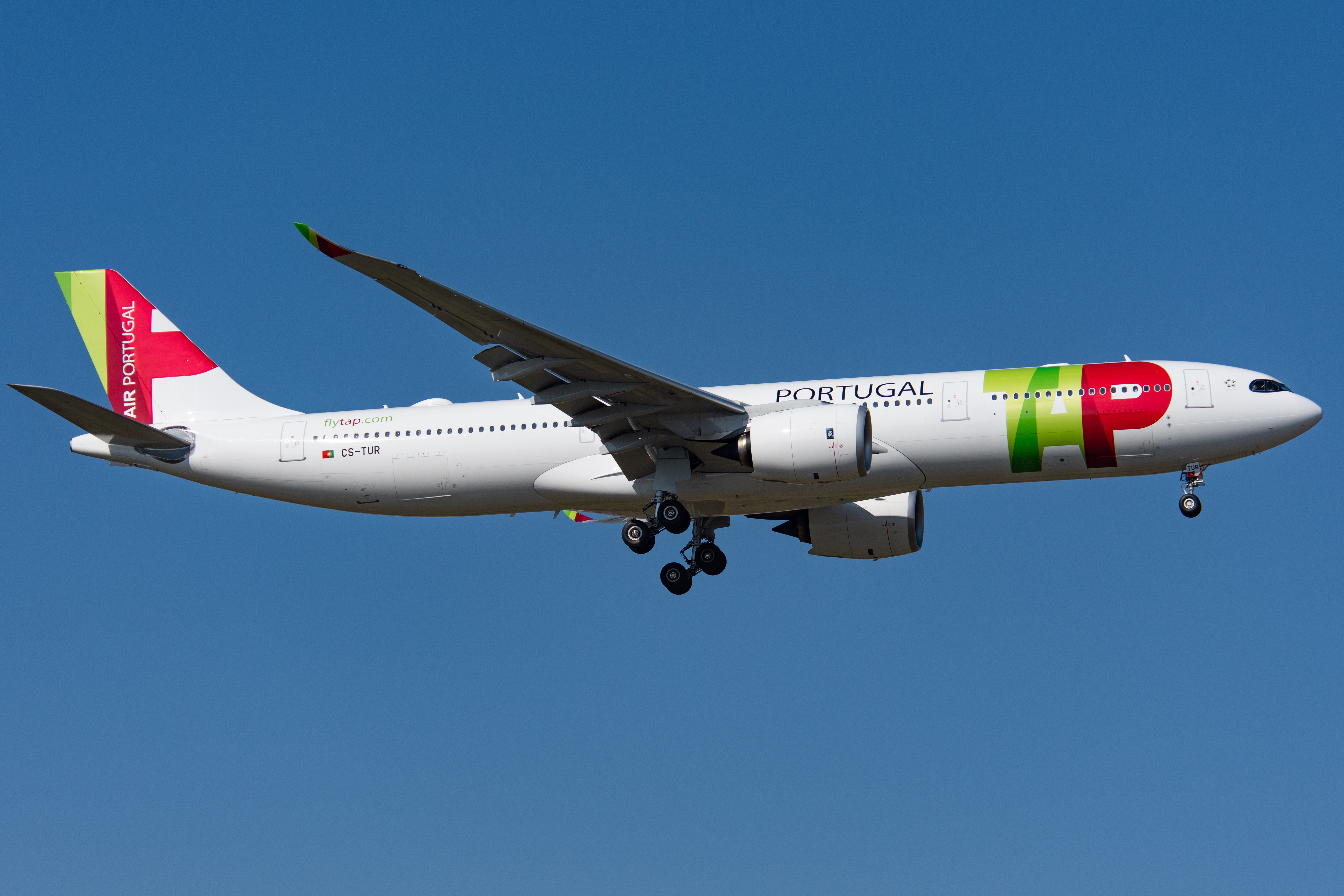
截至2020年3月，TAP葡萄牙航空是A330neo系列的最大用户

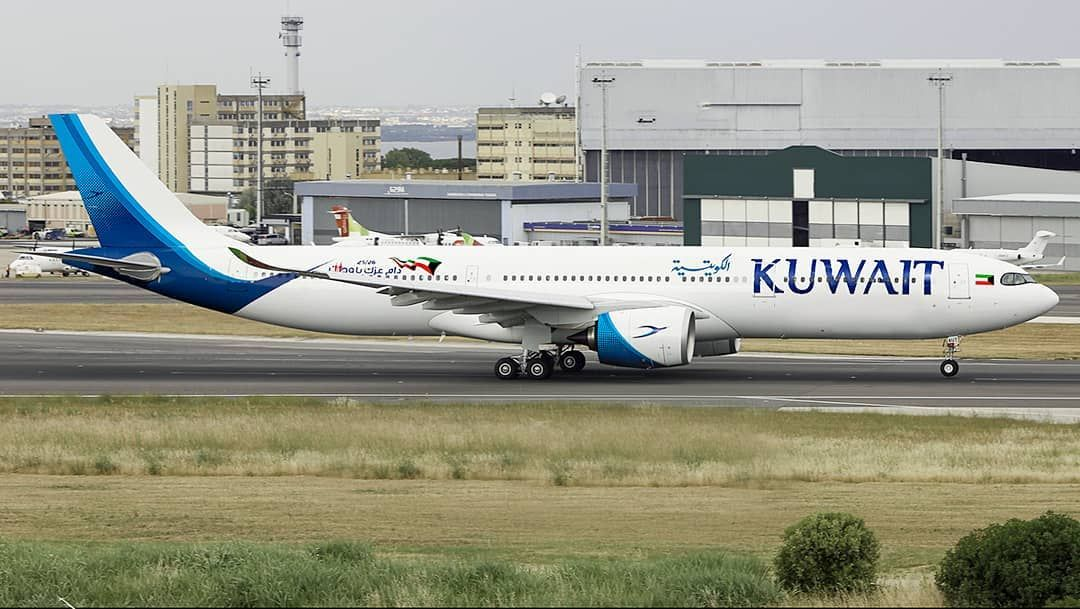
科威特航空為A330-800neo的啟動用戶

截至2025年7月為止，空中巴士共接獲449架A330neo的訂單，當中164架已經交付，並在21間航空公司中服務，目前營運中的前五大機隊分別為達美航空（37架）、TAP葡萄牙航空（19架）、神鷹航空（18架）、宿霧太平洋航空（12架）、ITA航空（11架）。目前的用戶中，加魯達印尼航空及科威特航空為目前僅有兩間同時訂購所有A330neo型號的航空公司。
| 初始下訂日期 | 國家及地區   | 客戶                 | 型號   | 型號   | 合計 |
| 初始下訂日期 | 國家及地區   | 客戶                 | 800neo | 900neo | 合計 |
| ------------ | ------------ | -------------------- | ------ | ------ | ---- |
| 2014/7/17    | 美国         | MG Aviation          | —      | 2      | 2    |
| 2014/11/19   | 美国         | 達美航空             | —      | 36     | 36   |
| 2014/12/3    | 美国         | CIT集團              | —      | 35     | 35   |
| 2014/12/15   | 马来西亚     | 全亞洲航空           | —      | 15     | 15   |
| 2014/12/23   | 爱尔兰       | Avolon               | —      | 9      | 9    |
| 2015/3/9     | 美国         | 航空租賃公司         | —      | 27     | 27   |
| 2015/11/13   | 葡萄牙       | TAP葡萄牙航空（*）   | —      | 12     | 12   |
| 2016/4/19    | 印度尼西亞   | 加魯達印尼航空       | 4      | 12     | 16   |
| 2016/6/11    | 以色列       | 阿基亞以色列航空     | —      | 2      | 2    |
| 2016/11/29   | 新喀里多尼亞 | 喀里多尼亞航空       | —      | 2      | 2    |
| 2017/12/15   | 塞内加尔     | 塞內加爾航空         | —      | 2      | 2    |
| 2017/12/15   | 新加坡       | 中銀航空租賃         | —      | 2      | 2    |
| 2018/6/4     | 模里西斯     | 毛里裘斯航空         | —      | 6      | 6    |
| 2018/10/15   | 科威特       | 科威特航空（*）      | 4      | 7      | 11   |
| 2018/10/25   | 黎巴嫩       | 中東航空             | —      | 4      | 4    |
| 2019/4/8     | 乌干达       | 烏干達航空           | 2      | —      | 2    |
| 2019/6/1     | 英国         | 維珍航空             | —      | 8      | 8    |
| 2019/7/19    | 印度尼西亞   | 獅子航空             | —      | 2      | 2    |
| 2019/11/4    | 菲律賓       | 宿霧太平洋航空       | —      | 16     | 16   |
| 2019/11/16   | 阿联酋       | 阿聯酋航空           | —      | 40     | 40   |
| 2019/11/16   | 美国         | 通用電氣航空租賃     | —      | 12     | 12   |
| 2020/12/18   | 格陵兰       | 格陵蘭航空           | 1      | —      | 1    |
| 2021/7/28    | 德国         | 神鷹航空             | —      | 16     | 16   |
| 2021/12/1    | 義大利       | ITA航空              | —      | 10     | 10   |
| 2022/8/15    | 马来西亚     | 馬來西亞國際航空     | —      | 10     | 10   |
| 2022/9/20    |              | 科特迪瓦航空         | —      | 2      | 2    |
| 2022/10/25   | 巴西         | 藍色巴西航空         | —      | 3      | 3    |
| 2023/4/20    | —            | 未公開政府客戶       | 1      | —      | 1    |
| 2023/6/1     | 阿尔及利亚   | 阿爾及利亞航空       | —      | 8      | 8    |
| 2024/2/21    | 中華民國     | 星宇航空             | —      | 3      | 3    |
| 2024/2/22    | 越南         | 越捷航空             | —      | 40     | 40   |
| 2024/7/25    | 沙烏地阿拉伯 | 納斯航空             | —      | 15     | 15   |
| 2024/8/7     | 香港         | 國泰航空             | —      | 30     | 30   |
| 2025/6/8     | 沙烏地阿拉伯 | 沙烏地阿拉伯航空     | —      | 10     | 10   |
| 2025/6/19    | 英国         | 國際航空集團航空租賃 | —      | 21     | 21   |
| 2025/6/19    | 马来西亚     | 馬來西亞國際航空     | —      | 22     | 22   |
| 總計         | 總計         | 總計                 | 12     | 437    | 449  |

(*)代表該型號之啟動客戶（全部已交付）
|      |             | 2014 | 2015 | 2016 | 2017 | 2018 | 2019 | 總計 |
| 交付 | A330-800neo | 6    | —    | —    | —    | 2    | 2    | 10   |
| 交付 | A330-900neo | 121  | 39   | 44   | 10   | 16   | 16   | 246  |
| 交付 | 總計        | 127  | 39   | 44   | 10   | 18   | 18   | 256  |

截至2019年12月11日
 A330neo 訂購與交付累積圖

 交付數
截至2018年12月11日

## 性能規格
歐洲航空安全局（EASA）原本規定每對A型緊急出口（Type A emergency exit）可以應對110個座位。2019年，EASA經研究後推出了全新的安全指引，新的A+型緊急出口可應對120個座位，比以往增加了10個。空中巴士其後推出了高密度座位設計的A330-900，第二及第四對緊急出口由A型提升為A+型，最高載客量因此由440人提高到460人。宿霧太平洋是首間採用460座A330的航空公司。
|                    | A330-800neo                            | A330-900neo                            |
| ------------------ | -------------------------------------- | -------------------------------------- |
| 駕駛艙最少機組人數 | 2                                      | 2                                      |
| 3艙等典型載客量    | 257                                    | 287                                    |
| 最大載客量         | 375：（可选项）406                     | 375：（可选项）440/465                 |
| 座椅寬度           | 一排8座位經濟艙情況下為18英寸（46 cm） | 一排8座位經濟艙情況下為18英寸（46 cm） |
| 客艙寬度           | 5.26米（17.3英尺）                     | 5.26米（17.3英尺）                     |
| 長度               | 58.82米（193.0英尺）                   | 63.66米（208.9英尺）                   |
| 高度               | 17.39米（57.1英尺）                    | 16.79米（55.1英尺）                    |
| 翼展               | 64米（210英尺）                        | 64米（210英尺）                        |
| 貨艙容積           | 136.0 m3（4,800 cu ft）                | 162.8 m3（5,750 cu ft）                |
| 貨運載酬           | 27 LD3 或 8 pallets + 3 LD3            | 33 LD3 或 9 pallets + 5 LD3            |
| 最大起飛重量(MTOW) | 251 t（553,000磅）                     | 251 t（553,000磅）                     |
| 最大著陸重量(MLW)  | 186 t（410,000磅）                     | 191 t（421,000磅）                     |
| 最大零油重量(MZFW) | 176 t（388,000磅）                     | 181 t（399,000磅）                     |
| 最大燃油容量       | 139,090 l（36,740 US gal）             | 139,090 l（36,740 US gal）             |
| 最大巡航速度       | Mach 0.86（496 kn；918 km/h）          | Mach 0.86（496 kn；918 km/h）          |
| 典型載客量航程     | 8,100海里（15,000）                    | 7,350海里（13,610）                    |
| 引擎 (×2)          | 勞斯萊斯 Trent 7000                    | 勞斯萊斯 Trent 7000                    |
| 引擎推力 (×2)      | 324 kN（73,000 lbf）                   | 324 kN（73,000 lbf）                   |
| ICAO飞机型号代码   | A338                                   | A339                                   |

## 類似機型
- 空中巴士A350
- 波音787
- 波音777
- 中国商飞C929
- 空中巴士A330

## 註解
1. ↑  原先訂購78架，並已製成其中2架，但在交付第二架以後取消其中63架訂單
2. ↑  原先訂購12架，並已製成其中7架，但在交付第三架以後押後交付餘下訂單
3. ↑  於2022年2月增購，並於同年3月將其中四架A330-800neo訂單轉至A330-900neo
4. ↑  另有10架向Avolon公司租賃，不計入訂購總數內。
5. ↑  由子公司進行內部租賃；另有5架在較早前向租賃公司租賃，不計入訂購總數內。
6. ↑  另附額外30架選擇權，行使前不計入訂購總數內。
7. ↑  三扇A型门和一扇1型门安装情况下批准的最大载客量为375人；航空公司可以选择安装4扇A型门使最大载客量提升至406人。
8. ↑  三扇A型门和一扇1型门安装情况下批准的最大载客量为375人；航空公司可以选择安装4扇A型门使最大载客量提升至440人或选择安装4扇A+型门使最大载客量提升至465人。

## 外部連結
- 阿基亚以色列航空订购空客A330-900neo飞机 （页面存档备份，存于）